# Casasco d'Intelvi
Casasco d'Intelvi är en ort och frazione i kommunen Centro Valle Intelvi i provinsen Como i regionen Lombardiet i Italien. 
Casasco d'Intelvi upphörde som kommun den 1 januari 2018 och bildade med de tidigare kommunerna Castiglione d'Intelvi och San Fedele Intelvi den nya kommunen Centro Valle Intelvi. Den tidigare kommunen hade 475 invånare (2017).